# Brigitte Ahrenholz
Brigitte Ahrenholz (Potsdam, 8 agosto 1952 – Werder (Havel), 7 aprile 2018) è stata una canottiera tedesca.

## Palmarès

### Olimpiadi
- 1 medaglia:
  - 1 oro (Montréal 1976 nell'otto)

### Mondiali
- 1 medaglia:
  - 1 oro (Lucerna 1974 nell'otto)

### Europei
- 2 medaglie:
  - 1 oro (Mosca 1973 nel quattro con)
  - 1 argento (Copenaghen 1971 nell'otto)